# Evrenleryavşı, Manavgat
Evrenleryavşı là một xã thuộc huyện Manavgat, tỉnh Antalya, Thổ Nhĩ Kỳ. Dân số thời điểm năm 2011 là 424 người.